# Капица, Леонид Петрович
Леони́д Петро́вич Капи́ца  (2 сентября 1864 — 6 декабря 1919) — генерал-майор инженерного корпуса.

## Биография
Происходил из дворянского рода Капиц-Милевских.
Родился 2 сентября 1864 года в Бессарабии.. Окончил 2-е военное Константиновское училище (1883), выпущен подпоручиком в Карсо-Александропольскую крепость.
Чины: поручик (1887), штабс-капитан (1891), капитан (1895), подполковник (1904), полковник (1908; за отличие), генерал-майор (1916).
Позднее окончил Николаевскую инженерную академию по 1-му разряду и был распределён служить в Кронштадт. Как военный инженер с начала 1890-х годов работал в Управлении строительства кронштадтских укреплений.
- Начальник хозяйственного отдела управления строительства Кронштадтских укреплений (30.07.1902—18.08.1910).
- Состоял в числе штаб-офицеров положенных по штату в распоряжении Главного инженерного управления. Помощник строителя Кронштадтской крепости (18.08.1910—29.09.1913).
- Старший инженерный приёмщик Главного военно-технического управления (с 29.09.1913).

На лето 1916 года — в том же чине и должности.
Умер в революционном Петрограде от эпидемии «испанки». Похоронен на Смоленском лютеранском кладбище.

### Семья
- Жена — Ольга Иеронимовна Капица (1866—1937), урождённая Стебницкая, педагог, специалист по детской литературе и фольклору. Дочь И. И. Стебницкого, русского геодезиста, с 1886 года председателя отделения математической географии Русского географического общества, член-корреспондента Петербургской академии наук.
  - Сын — Капица, Леонид Леонидович[6] (1892—1938), антрополог, этнограф[7].
  - Сын — Капица Пётр Леонидович (1894—1984).

## Награды
- Орден Св. Станислава 2-й степени (1901);
- Орден Св. Анны 2-й степени (1902);
- Орден Св. Владимира 3-й степени (1911).